# 神谱

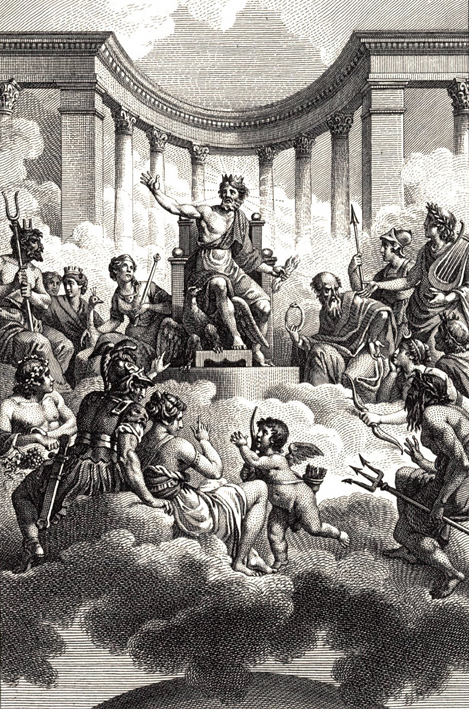
奥林匹斯众神

神谱，也譯作神統記（古希臘語：、狄奥哥尼亚），是由古希腊诗人赫西俄德所写的长诗，共1022行，以六音步格律（Hexameter）写成。是迄今仅存的完整神谱诗，最早系统地记叙了古希腊诸神的谱系。内容描述希腊神话中众神的起源，从混沌卡俄斯诞生一直讲到奥林匹斯诸神统治世界，并在其中穿插大量关于神灵之间的正義與美好的神话。

## 写作目的和时间
据赫西俄德在《神谱》序曲中所说，写诗是为了歌咏永生的神灵。“（缪斯）最先歌咏那可敬的神们的种族，从起初说起：大地和广天所生的孩子们，以及他们的后代、赐福的神们；她们接着歌咏神和人的父宙斯，在神们之间如何出众，最强有力；她们最后歌咏人类和巨人族。如此，她们在奥林匹斯使宙斯心生欢悦。”以上所提及的内容，在诗中均有体现。
赫西俄德的详细生活年代并不可考，但对《神谱》和他的另一作品《工作与时日》中的线索推算，《神谱》大约写作于公元前730年至前700年间。早于一般认为的《伊利亚特》和《奥德赛》的成文时间，为现存最古老的古希腊诗歌之一。

## 内容提要
第1行至第115行为歌颂缪斯的序曲。叙述了缪斯的三次歌唱，诗人如何遇见缪斯，缪斯的诞生和性情，最后祈求缪斯赐予诗篇。
第116行至第210行记叙了最初一两代神的谱系。最初诞生的是卡俄斯（混沌），接着是蓋亚（大地）、塔耳塔罗斯（地狱）和厄洛斯（爱）以及厄瑞玻斯（黑暗）和倪克斯（夜）。蓋亚产生了烏拉诺斯（天父），蓬托斯（海）。接着是蓋亚和乌拉诺斯的子女，包括俄刻阿诺斯到克洛诺斯的十二位泰坦神，以及獨眼巨人和百臂巨人，并且记叙了克洛诺斯阉割乌拉诺斯的神话和阿佛洛狄特的诞生。
第211行至第336行是倪克斯和蓬托斯的谱系。倪克斯的谱系中包括了命运三女神、不和女神、誓言女神等等。蓬托斯生有涅柔斯，涅柔斯生有众海洋神女。蓬托斯的谱系中还有蛇发女妖梅杜莎、三头巨人革律翁、地狱犬刻耳柏罗斯、水蛇许德拉、怪物奇美拉、斯芬克斯、拉冬等等，并穿插了关于他们结局的神话。
第337行到第616行是泰坦神们的谱系和相关的神话。首先介绍了泰坦神的婚配状况和子女。俄刻阿诺斯和忒堤斯结合生下諸河神和大洋神女。许佩里翁和忒亚结合生下赫利俄斯（太阳）、塞勒涅（月亮）和厄俄斯（黎明）。海神家族的歐律比亚娶克利俄斯。福柏和科俄斯结合生下勒托（暗夜）和阿斯忒里亞（星辰），他們的孫輩还有赫卡忒，并且加入了一段献给赫卡忒的颂诗。克洛诺斯娶瑞亚生下赫斯提亚、得墨忒耳、赫拉、哈德斯、波塞頓和宙斯，然后叙述了克羅諾斯吞子以及宙斯如何反抗其父的神话。伊阿佩托斯娶大洋神女克吕墨涅，兒子有阿特拉斯、普羅米修斯、厄庇米修斯等，并接下去講了普羅米修斯欺騙宙斯和潘多拉的神话。
第617到第880行是两次神界戰爭。第一次是奥林匹斯众神泰坦神爭奪統治權的戰爭，說宙斯如何得到百臂巨人的幫助擊敗泰坦神。接着順便談到了作為泰坦囚禁地的地下，以及地下居住着哪些神靈。第二次是宙斯和提豐争夺统治权的战争，说提丰的来龙去脉、宙斯如何打败提丰以及提丰的后代情况。
第881行到第964行是宙斯家族的谱系。首先讲了宙斯的七次婚姻。第一个是墨提斯，还说道宙斯吞下墨提斯并生出雅典娜。第二个是忒弥斯。第三个是欧律诺墨。第四个是得墨忒耳，生下了珀耳塞福涅。第五个是谟涅摩绪涅，生下众缪斯。第六个是勒托，生下阿波罗和阿尔忒弥斯。最后是赫拉，生下赫柏、阿瑞斯、赫淮斯托斯等。接着是宙斯三次和凡人的姻缘，和迈亚生下赫尔墨斯，和塞墨勒生下狄奥尼索斯，和阿尔克墨涅生下赫拉克勒斯。同时也介绍了宙斯子女的情况。
第965行到第1018行讲述女神和凡人男子结合的情况。包括厄俄斯和提托诺斯生下门农，忒提斯和珀琉斯生下阿喀琉斯，阿佛洛狄特和安喀塞斯生下埃涅阿斯等等。
第1019行到第1022行为尾声，并预示了关于凡人女子和男神结合的下一诗篇。

## 影响和研究
由于《神谱》讲述了从宇宙诞生起的神话传说，并将其整理为一个体系，使得源头繁多的希腊神话系统化。明确将宙斯及其家族作为神界的中心，确立为主要崇拜对象，同时将其他神灵地位降到从属宙斯，并将人间英雄与神的谱系扯上关系。在宗教上令崇拜奥林匹斯众神了比当时流行的其他崇拜——如厄琉息斯秘仪、俄耳甫斯教派等——获得更为显赫的地位。
在哲学上，因为《神谱》从宇宙起源讲起，所以对希腊自然哲学以探究自然起源为其目标有一定影响。
《神谱》虽然一般归在赫西俄德名下，但其作者一直有争论。希罗多德认为《神谱》为赫西俄德所作。2世纪时的保萨尼亚斯则认为《神谱》非赫西俄德所作。这样的争论一直持续到近代，有人认为诗中有后人伪作，并将其删除，也有学者为《神谱》的完整辩护，也有归入波俄提亚诗派的。

## 延伸阅读
- 工作与时日
- 特洛伊始末
- 泰坦战记
- 忒拜始末
- 荷马史诗
- 希腊神话

## 外部連結
- 《神谱》的英文譯本 （页面存档备份，存于）